# 1565
1565 (MDLXV) a fost un an comun al calendarului iulian, care a început într-o zi de luni.

## Evenimente
- Ciobanul Boieranu fondează satul Boiereni, în zona Măgoajei și a Dejului.
- Se înființează Casa Nacional de Moneda din Peru.

## Nașteri
- 16 august: Cristina de Lorena, Mare Ducesă de Toscana (d. 1637)
- Francisco Ribalta, pictor spaniol (d. 1628)

## Decese
- 9 decembrie: Papa Pius al IV-lea  (n. 1499)
- 13 decembrie: Conrad Gesner  (n. 1516)
- 5 octombrie: Lodovico Ferrari matematician italian (n. 1522)
- 29 iunie: Semiz Ali Pașa  (n. ?)
- dată necunoscută: Garcia Fernandes artist portughez (n. ?)
- 1 august: Banul Mărăcine  (n. ?)
- 11 iulie: Johannes Benkner  (n. ?)